# Валльбрехт, Ханс-Юрген
Ханс-Юрген Валльбрехт (нем. Hans-Jürgen Wallbrecht; 8 августа 1943, Нойбранденбург — 7 декабря 1970, неизвестно) — западногерманский гребец, выступавший за сборную Германии по академической гребле в первой половине 1960-х годов. Серебряный призёр летних Олимпийских игр в Токио, чемпион мира, трёхкратный чемпион Европы, победитель и призёр первенств национального значения.

## Биография
Ханс-Юрген Валльбрехт родился 8 августа 1943 года в Нойбранденбурге, Мекленбург-Передняя Померания.
Занимался академической греблей в Ратцебурге в местном гребном клубе «Рацбургер».
Первого серьёзного успеха на взрослом международном уровне добился в сезоне 1962 года, когда вошёл в основной состав Объединённой германской команды и побывал на чемпионате мира в Люцерне, откуда привёз награду золотого достоинства, выигранную в восьмёрках.
В 1963 году представлял ФРГ на чемпионате Европы в Копенгагене, где в восьмёрках также обошёл всех своих соперников и получил золото. За это выдающееся достижение по итогам сезона был награждён Серебряным лавровым листом, высшей спортивной наградой Германии.
В 1964 году в восьмёрках одержал победу на европейском первенстве в Амстердаме. Благодаря череде удачных выступлений удостоился права защищать честь страны на летних Олимпийских играх в Токио — здесь в составе экипажа-восьмёрки, куда также вошли гребцы Клаус Эффке, Клаус Биттнер, Карл-Генрих фон Гроддек, Клаус Беренс, Юрген Шрёдер, Юрген Плагеман, Хорст Майер и рулевой Томас Аренс, с первого места благополучно преодолел предварительный квалификационный этап, но в решающем финальном заезде более пяти секунд уступил команде США и таким образом завоевал серебряную олимпийскую медаль.
После токийской Олимпиады Валльбрехт ещё в течение некоторого времени оставался действующим спортсменом и продолжал принимать участие в крупнейших международных регатах. Так, в 1965 году он отметился выступлением на чемпионате Европы в Дуйсбурге, где вместе со своими соотечественниками вновь превзошёл всех соперников в восьмёрках.
По завершении спортивной карьеры работал в Авиационном медицинском институте в Бад-Годесберге.
Умер 7 декабря 1970 года в возрасте 27 лет.